# Ібряєво (Сєверний район)
Ібря́єво (рос. Ибряево) — село у складі Сєверного району Оренбурзької області, Росія.

## Населення
Населення — 225 осіб (2010; 344 у 2002).
Національний склад (станом на 2002 рік):
- татари — 99 %